# Falcataria
Genre
Falcataria  est un genre de plantes à fleurs dicotylédones de la famille des Fabaceae, sous-famille des Mimosoideae, originaire d'Australasie, qui comprend trois espèces acceptées.

## Liste d'espèces
Selon The Plant List (3 décembre 2018) :
- Falcataria moluccana (Miq.) Barneby & J.W.Grimes
- Falcataria pullenii (Verdc.) Gill. K. Br., D.J. Murphy & Ladiges
- Falcataria toona (Bailey) Gill. K. Br., D.J. Murphy & Ladiges